# Günter Altrogge
Günter Burghard Altrogge (* 16. Mai 1939 in Everswinkel; † 1. Juli 2014 in Hamburg) war ein deutscher Ökonom und Professor für Betriebswirtschaftslehre an der Universität Hamburg.

## Leben

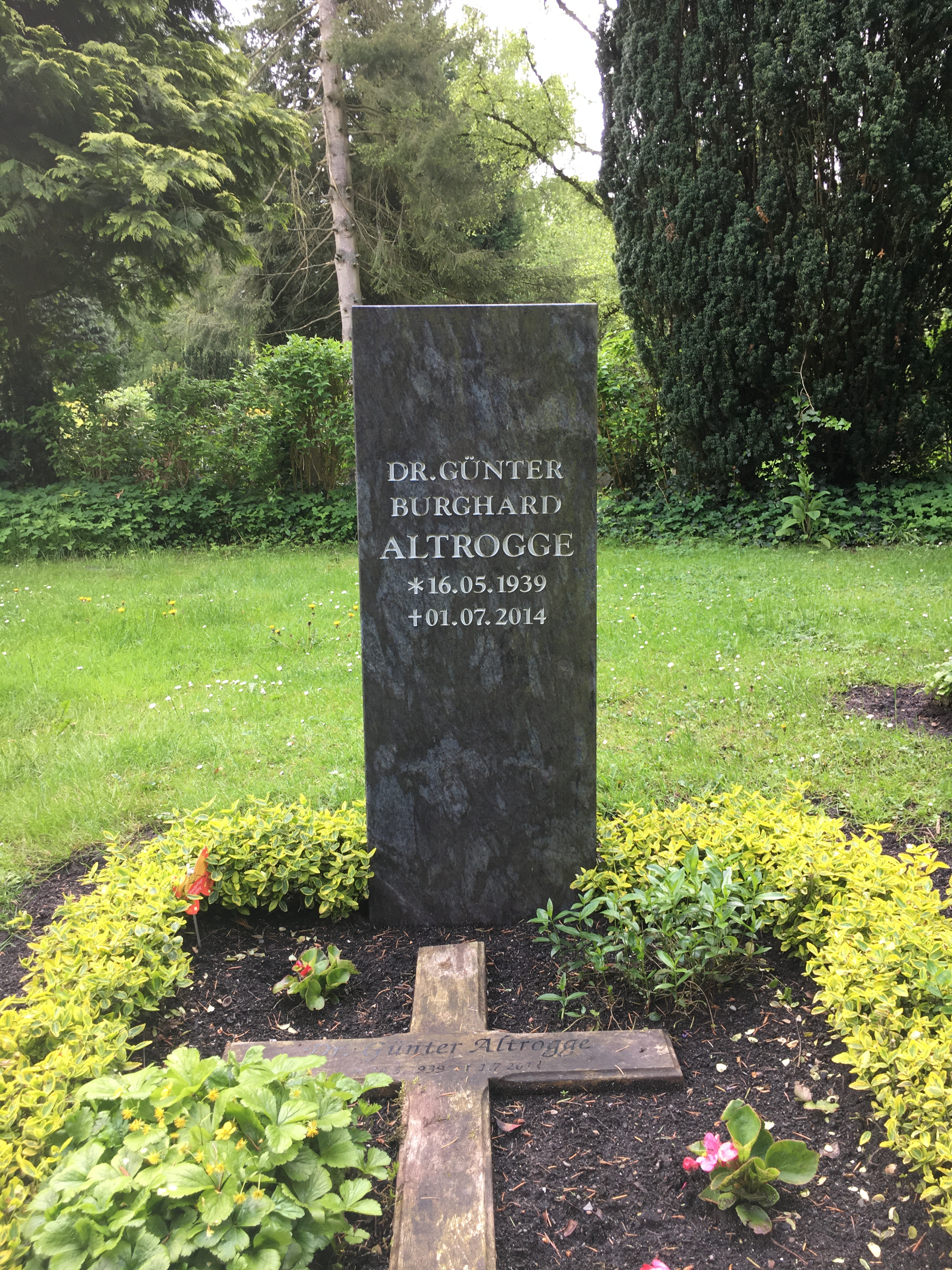
Grabstätte auf dem Friedhof Ohlsdorf

Günter Altrogge studierte ab 1957 Maschinenbau (Dipl.-Ing.) an der TH Darmstadt und anschließend Betriebswirtschaftslehre (Dipl.-Kfm.) an der TH Darmstadt, der Westfälischen Wilhelms-Universität Münster und der Universität Mannheim. In Mannheim wurde er am 12. Februar 1970 mit der Arbeit Kostenoptimale Realisierung von alternativen im Zeitablauf konstanten und von im Zeitverlauf variierenden Beschäftigungen zum Dr. rer. pol. promoviert. Er war zunächst Wissenschaftlicher Assistent an der Universität Mannheim, später auch Geschäftsführer für den Bereich Unternehmerseminare. Nach einer Lehr- und Forschungstätigkeit an der Universität Stuttgart habilitierte sich Altrogge an der Universität Mannheim.
1976 erhielt er einen Ruf an die Universität Hamburg auf den Lehrstuhl für Betriebswirtschaftslehre an der wirtschaftswissenschaftlichen Fakultät. Die Lehr- und Forschungsschwerpunkte waren Investition und Finanzierung, Produktionsplanung, Produktions- und Kostentheorie, Umweltforschung und Unternehmenstheorie. Günter Altrogge beschäftigte sich hauptsächlich mit dem Entwurf mathematischer Modelle und deren praxisrelevanter Verwendung. Er legte besonderen Wert auf die Synthese von Mathematik und Betriebswirtschaft und deren praktischer Lösung in der ökonomischen Problemstellung der Unternehmenspraxis. Auch die schwierigsten finanzmathematischen Modelle folgen nach seiner wissenschaftlichen Darlegung der Zweckbestimmung, im Unternehmensalltag die Gewinne zu maximieren und Kosten zu minimieren.
Altrogge war Gründungsmitglied der wissenschaftlichen Kommission Umweltwirtschaft (KUW), und deren Vorsitzender von 1992 bis 1994. Darüber hinaus engagierte sich Altrogge als Kontaktprofessor für Studenten im VDI. Günter Altrogge war seit 1958 Mitglied der katholischen Studentenverbindung K.D.St.V. Nassovia Darmstadt im CV.
Günter Altrogge verstarb im Alter von 85 Jahren und wurde auf dem Friedhof Ohlsdorf beigesetzt. Die Grabstelle liegt im Planquadrat AF 12 nordöstlich von Kapelle 8.

## Schriften
- Kostenoptimale Realisierung von alternativen im Zeitverlauf konstanten und von im Zeitverlauf variierenden Beschäftigungen, 1970 (Dissertation)
- Optimale Maschinenbelastung in Abhängigkeit von der Beschäftigung, Betriebswirtschaftlicher Verlag 1971, ISBN 3-409-34032-7
- Versuch der Entwicklung eines allgemeinen Systems der Netzplantechnik: Strukturierung und Analyse des zeitlichen Ablaufs von Projekten, 1974 (Habilitation)
- Netzplantechnik, Oldenbourg 1994 3. Aufl., ISBN 3-486-23728-4
- Investition, Oldenbourg 1994 4. Aufl., ISBN 3-486-23805-1
- Finanzmathematik, Oldenbourg 1999, ISBN 3-486-24465-5
- Fallstudien Investition, Oldenbourg 1999, ISBN 3-486-25284-4
- Stücklisten und lineare Produktionsstrukturen, Kovac Hamburg 2003, ISBN 3-8300-0930-5